# Chloroclystis eichhorni
Chloroclystis eichhorni är en fjärilsart som beskrevs av Louis Beethoven Prout 1958. Chloroclystis eichhorni ingår i släktet Chloroclystis och familjen mätare. Inga underarter finns listade i Catalogue of Life.